# Liste der Wappen mit einem Posthorn
Die Liste der Wappen mit einem Posthorn enthält Kommunalwappen von Städten und Gemeinden im deutschsprachigen Raum, die ein Posthorn im Wappen führten oder noch führen.
| Wappen | Ortsname                            | Bundesland / Kanton | Land        | Mundstück          | Beschreibung |
| ------ | ----------------------------------- | ------------------- | ----------- | ------------------ | --- |
|        | Badenhausen                         | Niedersachsen       | Deutschland | links              | In Blau auf einem silbernen Hügel, der mit einem goldgeschnürten blauen Posthorn belegt ist, ein silberner Turm mit offenem blauen Tor.                                                                                      |
|        | Bönnien                             | Niedersachsen       | Deutschland | links              | Das Wappen von Bönnien füllt gänzlich ein goldenes Posthorn mit roter Kordel auf blauem Grund aus. |
|        | Borkheide                           | Brandenburg         | Deutschland | links              | Der Propeller steht für die Flugzeugbau-Tradition (siehe Museum) und das Posthorn für den ersten Postflug. |
|        | Bottenhorn                          | Hessen              | Deutschland | links              | |
|        | Buckten                             | Basel-Landschaft    | Schweiz     | links              | Oben ein goldenes Posthorn, unten ein schwarzes Wagenrad. Die Symbole erinnern an die einstige Bedeutung von Buckten als Passfussort am Hauenstein.                                                                          |
|        | Dettingen (Karlstein)               | Bayern              | Deutschland | rechts             | |
|        | Diepoldshofen (Leutkirch im Allgäu) | Baden-Württemberg   | Deutschland | rechts             | |
|        | Dnespek                             | Böhmen              | Tschechien  | links              | |
|        | Engstlatt                           | Baden-Württemberg   | Deutschland | rechts             | In Silber über schwarzem Dreiberg ein schwarzes Posthorn. |
|        | Esselbach                           | Bayern              | Deutschland | rechts             | In Grün ein breiter silberner Schräglinksbalken, dem ein schräglinks gestelltes blaues Posthorn aufgelegt ist. |
|        | Eurasburg                           | Bayern              | Deutschland | rechts             | Eurasburg liegt an der alten Straße München-Dachau-Augsburg. Im Jahr 1760 wurde hier eine kaiserliche Posthalterei eingerichtet, die dem Ort einen großen Aufschwung brachte. Daran erinnert das Posthorn im Gemeindewappen. |
|        | Fratting                            | Mähren              | Tschechien  | links, rechts      | |
|        | Gieleroth                           | Rheinland-Pfalz     | Deutschland | links              | Seit Ende des 17. Jahrhunderts war in Gieleroth eine an der Köln-Frankfurter Straße liegende Kaiserliche Reichs-Posthalterei und Pferdewechselstation.                                                                       |
|        | Gifhorn                             | Niedersachsen       | Deutschland | links              | auf blauem Grund ein rot bewehrter goldener Löwe, stehend auf einem mit dem Mundstück nach vorn zeigenden roten Horn und nach hinten blickend.                                                                               |
|        | Göschenen                           | Uri                 | Schweiz     | rechts             | Das Posthorn erinnert an den Postverkehr über den Gotthard. |
|        | Groß Lafferde                       | Niedersachsen       | Deutschland | links              | Das Posthorn erinnert an die Mitte des 19. Jahrhunderts aufgegebene Poststation an der Straße zwischen Hildesheim und Braunschweig.                                                                                          |
|        | Groß Oesingen                       | Niedersachsen       | Deutschland | rechts             | Die durch Groß Oesingen verlaufende alte Heerstraße, durch den weißen Balken gekennzeichnet, hatte ihre Bedeutung durch die einst hier befindliche Poststelle, die durch das goldene Posthorn symbolisiert ist.              |
|        | Groß Trampken                       | Pommern             | Polen       | aufrecht, auflinks | . |
|        | Günselsdorf                         | Niederösterreich    | Österreich  | links              | In einem blauen Schild ein silberner Schräglinksbalken, überdeckt mit einem goldenen (gelben) Horn mit rot – silberner (weißer) Quaste. Das Horn ist auf die alte Poststation zurückzuführen.                                |
|        | Grunbach                            | Baden-Württemberg   | Deutschland | rechts             | |
|        | Hademstorf                          | Niedersachsen       | Deutschland | rechts             | |
|        | Hamfelde (Lauenburg)                | Schleswig-Holstein  | Deutschland | links              | In Grün ein gesenkter schräglinker silberner Wellenbalken, oben eine goldene Mühle in Frontalansicht, unten ein goldenes Posthorn mit silbernen Kordeln.                                                                     |
|        | Hesel                               | Niedersachsen       | Deutschland | rechts             | In Silber über grünem mit einem goldenen Posthorn belegten Schildfuß drei grüne Tannenbäume |
|        | Hohenziatz (Möckern)                | Sachsen-Anhalt      | Deutschland | links              | Gespalten von Blau und Silber – rechts eine goldene Garbe, links eine rote Postsäule belegt mit einem goldenen Posthorn; erinnernd an eine alte Poststraße                                                                   |
|        | Hornberg (Herrischried)             | Baden-Württemberg   | Deutschland | links              | |
|        | Hornau (Kelkheim)                   | Hessen              | Deutschland | links              | |
|        | Kelkheim                            | Hessen              | Deutschland | links              | siehe Kelkheim (Taunus)#Wappen |
|        | Klösterle                           | Vorarlberg          | Österreich  | links              | |
|        | Königshufen                         | Böhmen              | Tschechien  | rechts             | |
|        | Kunzewo                             | Moskau              | Russland    | rechts             | |
|        | Langenfeld                          | Nordrhein-Westfalen | Deutschland | rechts             | |
|        | Leese                               | Niedersachsen       | Deutschland | rechts             | |
|        | Lieser                              | Rheinland-Pfalz     | Deutschland | rechts             | siehe auch: Poststation Lieser |
|        | Magdeburgerforth                    | Sachsen-Anhalt      | Deutschland | aufrecht           | (siehe Blasonierung) |
|        | Memprechtshofen                     | Baden-Württemberg   | Deutschland | rechts             | In Blau ein goldenes Posthorn mit zwei silbernen Quasten. |
|        | Milowitz                            | Böhmen              | Tschechien  | links              | |
|        | Mittelpöllnitz                      | Thüringen           | Deutschland | links              | In Mittelpöllnitz existierte eine Posthalterei an der Gabelung der Postwege Leipzig-Nürnberg und Leipzig-Coburg. Dafür steht das Posthorn im Wappen.                                                                         |
|        | Naundorf                            | Sachsen             | Deutschland | links              | Das Jagdhorn, gleichzeitig Posthorn, symbolisiert die durch das Gemeindegebiet verlaufende historische Poststraße. |
|        | Oberscheidweiler                    | Rheinland-Pfalz     | Deutschland | rechts             | |
|        | Obervogau                           | Steiermark          | Österreich  | rechts             | |
|        | Ohof                                | Niedersachsen       | Deutschland | rechts             | Das Wappen ist quergeteilt, in der unteren Hälfte ein gelbes Posthorn mit rotem Band auf blauem Grund, als Hinweis auf die ehemalige Poststation.                                                                            |
|        | Perschling                          | Niederösterreich    | Österreich  | links              | |
|        | Pörnbach                            | Bayern              | Deutschland | links              | In Silber ein blauer Wellenbalken, darüber drei, zwei zu eins gestellte, rote Rosen mit goldenen Butzen, darunter ein rotes Posthorn.                                                                                        |
|        | Ponholz/Obpf.                       | Bayern              | Deutschland | rechts             | siehe Alte Post Ponholz. |
|        | Postau                              | Bayern              | Deutschland | rechts             | |
|        | Reichsthal                          | Rheinland-Pfalz     | Deutschland | links              | Das Zepter erinnert an die Herrschaft von Reipoltskirchen, Pferdekopf und Posthorn an die damalige Poststation, wo Kutsche, Mitreisende und Pferde Unterkunft fanden.                                                        |
|        | Remmels                             | Schleswig-Holstein  | Deutschland | links              | |
|        | Remshalden                          | Baden-Württemberg   | Deutschland | rechts             | |
|        | Rentsch                             | Böhmen              | Tschechien  | links              | |
|        | Rudna                               | Böhmen              | Tschechien  | links              | |
|        | Saal an der Donau                   | Bayern              | Deutschland | rechts             | Das Posthorn weist auf die damals in Saal ansässige Poststation des Hauses Thurn und Taxis hin. |
|        | Sahrendorf                          | Niedersachsen       | Deutschland | rechts             | |
|        | Salzgitter-Immendorf                | Niedersachsen       | Deutschland | links              | |
|        | Schönwalde                          | Pommern             | Polen       | rechts             | |
|        | Schöps                              | Thüringen           | Deutschland | rechts             | (als Jagdhorn blasoniert) |
|        | Sembach                             | Rheinland-Pfalz     | Deutschland | rechts             | |
|        | Sigharting                          | Oberösterreich      | Österreich  | rechts             | |
|        | Stauchitz                           | Sachsen             | Deutschland | rechts             | |
|        | Steinhöring                         | Bayern              | Deutschland | rechts             | |
|        | Szekler Neumarkt                    | Siebenbürgen        | Rumänien    | -                  | (Das Horn wird geblasen) |
|        | Unken                               | Salzburg            | Österreich  | links              | |
|        | Untertauern                         | Salzburg            | Österreich  | links              | |
|        | Waidhofen/Obb.                      | Bayern              | Deutschland | rechts             | Durch einen erhöhten silbernen Wellenbalken geteilt von Grün und Blau; unten ein goldenes Posthorn mit roter Verschnürung. Das Posthorn erinnert daran, dass in Waidhofen schon seit etwa 1530 eine Poststation bestand.     |
|        | Welle                               | Niedersachsen       | Deutschland | rechts             | Von Blau und Grün durch silberne Wellenleiste geteilt. Oben eine silberne Windmühle, unten ein goldenes Posthorn. |
|        | Zdib                                | Böhmen              | Tschechien  | links              | |